# Palazzo degli Uffici Statali

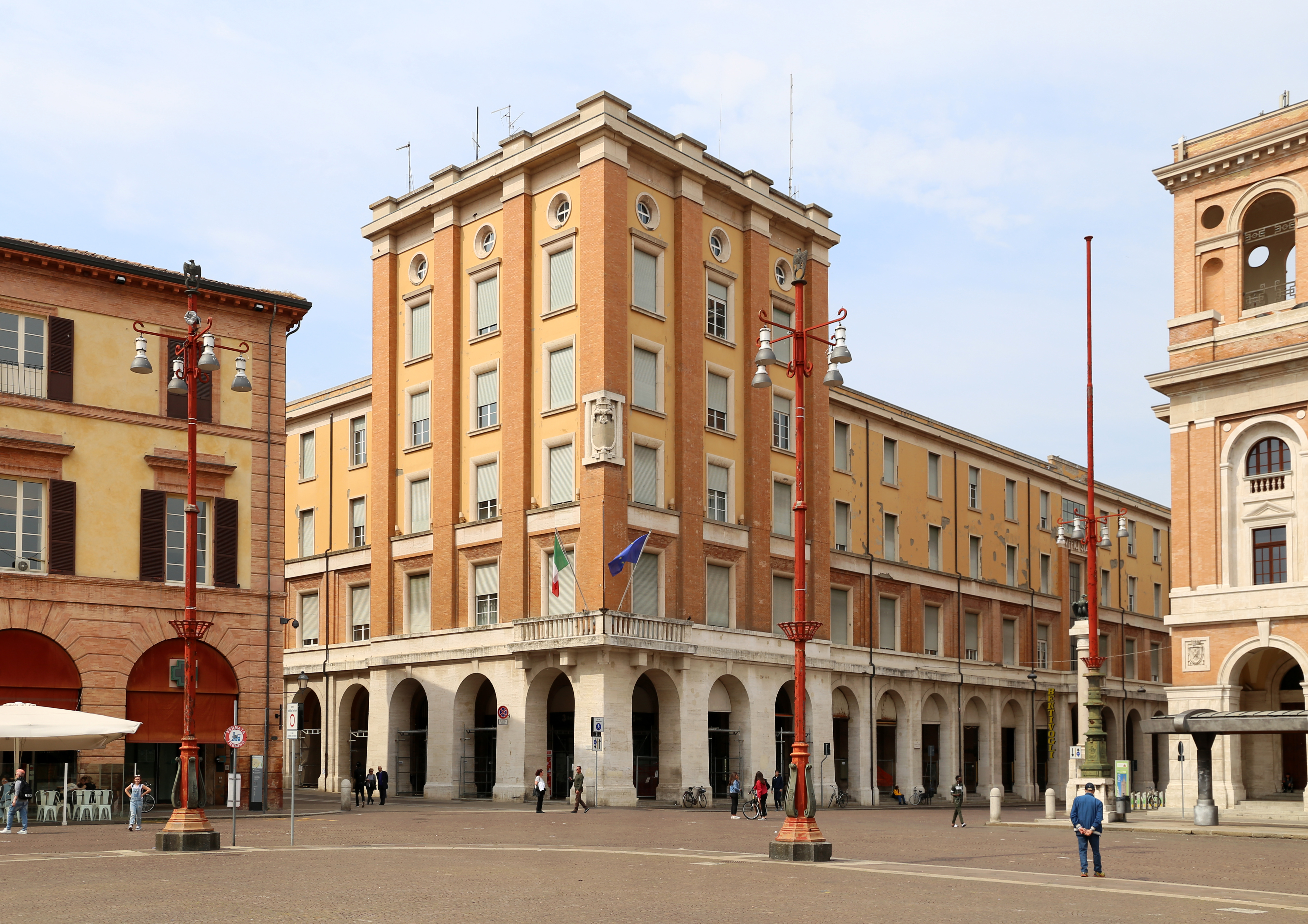
Palazzo degli Uffici Statali an der Piazza Aurelio Saffi in Forlì

Der Palazzo degli Uffici Statali ist ein Palast aus den 1930er-Jahren im historischen Zentrum von Forlì in der italienischen Region Emilia-Romagna. Es liegt an der Ecke der Via delle Torri und des Corso Mazzini.

## Geschichte und Beschreibung
Der Palast wurde in den Jahren 1935 und 1936 nach den Plänen von Cesare Bazzani als Sitz der Büros des Finanzministeriums, des Bauamtes und des Ministeriums für Landwirtschaft und Forsten errichtet. Um das Ensemble an der Piazza Aurelio Saffi zu komplettieren und eleganter aussehen zu lassen, beauftragte Benito Mussolini selbst Bazzani, obwohl viele den Stil des römischen Architekten, der auch den Palazzo delle Poste entworfen hatte, nicht schätzten.
Das neue Projekt, für das bereits verschiedene alte Gebäude, die einflussreichen Familien (den Montanaris, den Valdesis oder den Pantolis) aus Forlì gehört hatten, aufgekauft und abgerissen worden waren, stieß auf enorme und unerwartete Schwierigkeiten. Die Eigentümer, die mit dem Verkauf ihrer Gebäude den maximal möglichen Gewinn erzielen wollten, nutzten dafür ihre Beziehungen zu Freunden und hochrangigen Bekannten, darunter auch einigen Verwandten von Mussolini. Darüber hinaus mussten stärkste Widerstände von Geschäftsleuten überwunden werden, die mit dem Abriss ihrer Geschäfte riskierten, dass sie ihre Firmen dauerhaft schließen müssten.
All diese Einwände wurden dank der Erlaubnis entkräftet, eine Reihe von Geschäftslokalen in den Laubengängen des neuen Gebäudes und denen des Monte di Pietà eröffnen zu dürfen. Das erste Projekt, das 1933 aufgelegt wurde, sah die Erhaltung des alten Palazzo Baratti, früher Orceoli, vor, der an der Ecke der Via delle Torri und der Via Biondini lag. Aber auch dieses Gebäude, das mit den anderen verbunden war, wurde später enteignet und abgerissen, um die vollständige Ausführung des Projektes zu ermöglichen, das der „Duce“ aufgelegt hatte. Um die Situation zu entzerren, appellierte das Bauamt an den Superintendenten von Bologna, Carlo Calzecchi, der unter dem Einfluss von hochrangigen Anfragen prompt die Streichung des Palastes aus der Liste der schützenswerten, historischen Gebäude vorsah.
Der Abriss der Gebäude, die auf dem vorgesehenen Gelände standen, wurde für Mussolini eine Besessenheit, so sehr, dass er Mitte September 1934 das folgende Telegramm an den damaligen Minister des Bauamtes, Araldo di Crollalanza, schickte: „passando per folli o visto il cosiddetto palazzo Baratti ancora in piedi stop Se necessario come sembra rinnovati gli ordini per demolirlo senza indugi“ (dt.: Beim Spazierengehen habe ich den sogenannten Palazzo Baratti immer noch stehen gesehen / stop / Falls erforderlich, werden hiermit die Befehle erneuert, unverzüglich abzureißen). Als diese Frage gelöst war, intervenierte Mussolini unter Druck von Manlio Morgagni aus Forlì, dem Präsidenten der „Agenzia Stefani“ (italienische Presseagentur) bei den Autoritäten von Politik und Verwaltung von Forlì, damit mit den Bauarbeiten Ditta Benini beauftragt würde, von der Morgagni im  Begriff war, Präsident zu werden.
Bei der Projektierung des neuen Palastes versuchte Bazzani eine Art Mittelweg zwischen der klassischen, römischen Architektur und der Architektur des Rationalismus, wie der große Laubengang im Erdgeschoss zeigt, der in seinen Dimensionen und seinem Aufbau an die antiken Aquädukte erinnert.
Das Gebäude wurde am 21. April 1937 zur Feier der Geburt Roms eingeweiht. Auch heute noch ist seine Größe bemerkenswert: 65.000 m² Geschossfläche und 300 Räume, verteilt auf ein Gelände von 4500 m² Fläche. An seiner Spitze war der Palast mit einem Türmchen versehen, das beim Bombardement vom 25. August 1944 zerstört wurde.

## Bemerkungen und Einzelnachweise
1. ↑  In den Alinari-Archiven gibt es ein Foto des Palazzo degli Uffizi Statali komplett mit Türmchen.
2. ↑  Palazzo degli Uffici Statali a Forlì. Cultura Italia, archiviert vom Original am 27. April 2016; abgerufen am 22. April 2021.